# Římskokatolická farnost Senice na Hané
Římskokatolická farnost Senice na Hané je územní společenství římských katolíků s farním kostelem sv. Maří Magdalény v děkanátu Konice.
Náleží do ní následující obce s těmito sakrálními stavbami:
- Senice na Hané (bez místní části Cakov)
  - Farní kostel svaté Máří Magdalény na náměstí Míru
  - Kaple svatého Josefa v Sokolské ulici
  - Kaple svatého Cyrila a Metoděje v místní části Odrlice
- Senička
  - Kaple sv. Andělů Strážných na návsi

## Historie farnosti
Farnost Senice na Hané je jednou z nejstarších moravských farností, poprvé je doložena v roce 1366. K historii farnosti patří i její bývalí duchovní správci. Jedním byl P. Josef Střída (29. 7. 1909 ve Vojnicích u Olomouce - 12. 6. 1998 v Prostějově)
Po vysvěcení v Olomouci v r. 1934 a vojenské službě byl poslán do Staré Bělé, dnes předměstí Ostravy. Od 1. 3. 1936 do 30. 9. 1948 působil jako kaplan a farář v Senici na Hané. Velmi podrobnou reflexi dvanáctiletého působení P. Střídy popisují publikace zmíněné v níže uvedené kapitole "Literatura".

## Duchovní správci
Od července 2014 je farářem R. D. Mgr. Martin Mališka.

## Bohoslužby
| Kostel                      | Místo          | Bohoslužba (den) | Hodina     | Poznámka     |
| --------------------------- | -------------- | ---------------- | ---------- | ------------ |
| kostel svaté Máří Magdalény | Senice na Hané | neděle pátek     | 8.00 18.00 | farní kostel |

## Aktivity ve farnosti
Po celý rok Bible, který vyhlásil papež František k 1600. výročí od smrti svatého Jeronýma, se mohou věřící farnosti rozšiřovat své znalost Písma svatého. Místní duchovní správce P. Martin Mališka rozesílá každý týden zájemcům na e-mailové adresy biblický kvíz.